# Margot Asquith
Pour les articles homonymes, voir Asquith.
Emma Alice Margaret Asquith, comtesse d'Oxford et Asquith, née Emma Alice Margaret Tennan le 2 février 1864 dans le Peeblesshire et morte le 28 juillet 1945 à Londres, connue sous le nom de Margot Asquith, est une socialite anglo-écossaise, auteure et diariste. Elle était réputée pour ses mots d'esprit.
Elle s'est mariée en 1894 avec Herbert Henry Asquith, Premier ministre du Royaume-Uni.

## Biographie
Le père de Margot Asquith est le baronnet Charles Tennant. Un de ses frères est l'homme politique libéral Edward Tennant. De son mariage avec Herbert Henry Asquith, elle a deux enfants, Elizabeth, qui épousera le prince Antoine Bibesco et sera poétesse, et Anthony, futur réalisateur et scénariste.

## Publications
- The Autobiography Of Margot Asquith, 1920
- The Autobiography Of Margot Asquith. Volume II, 1922
- My Impressions of America, 1922
- Places & Persons, 1925
- Lay Sermons, 1927
- Octavia, 1928
- More Memories, 1933
- More or Less about Myself, 1934
- Off the Record, 1943